# William Adornado
William Adornado, detto Bogs (Legazpi, 26 maggio 1951), è un allenatore di pallacanestro ed ex cestista filippino.

## Carriera
Con le Filippine ha disputato i Giochi olimpici di Monaco 1972 e i Campionati del mondo del 1974.